# Nikolai Nikolaeff
Nikolai Nikolaeff (Australia, 26 de diciembre de 1981) es un actor australiano, conocido por haber interpretado a Jack Bailey en la serie Wicked Science.

## Biografía
A los 16 años comenzó su carrera como actor profesional. Tomó un grado en Artes en la Universidad de Monash en Caulfield; le dicen "Niko". Nikolai es miembro del equipo de Phoenix. (el equipo de voleibol de Rusia de Melbourne). 

## Carrera
Su primer papel fue en High Flyers en 1999. Un año después apareció en las series Round the Twist, Eugenie Sandler P.I. y Pigs Breakfast donde interpretó a Nick. 
De 1998 al 2001 interpretó a Mike Hansen en la serie Crash Zone. 
En el 2003 apareió en la película de horror Subterano y en la serie familiar The Saddle Club donde interpretó a Drew Regnery. 
En el 2004 apareció como invitado en la serie Blue Heelers donde le dio vida a Aiden Wiltshire, ese mismo año apareció en la serie de drama y delito Stingers.
Del 2005 al 2006 interpretó al solapado Jack Bailey en la serie de drama y fantasía Wicked Science; también apareció en un episodio de la serie Scooter: Secret Agent y en las películas Penicillin: The Magic Bullet. Forged y obtuvo un pequeño papel en la película de acción Stealth. 
En el 2008 interpretó al Ranger Blanco Dominic Hargan en la serie Power Rangers Jungle Fury, junto a Jason Smith y Anna Hutchison. También apareció en las series Canal Road, Mark Loves Sharon y en la película de comedia y drama Valentine's Day.
En el 2009 se unió al elenco de la serie Sea Patrol donde interpreta al Técnico en Electrónica Leo Kosov-Meyer.
En el 2010 apareció en la miniserie The Pacific y en la película Kin donde interpretó a Vlad.
En el 2013 apareció en el octavo episodio de la primera temporada de la serie Mr & Mrs Murder donde dio vida a Trent Mahoney. Ese mismo año se unió al elenco principal de la serie Camp donde interpreta a David "Cole" Coleman, el encargado de mantenimiento del campamento, hasta la cancelación de la serie.
En el 2015 apareció como invitado en varios episodios de la primera temporada de la serie Daredevil donde interpretó al ruso Vladimir Ranskahov.
En 2016 apareció en la serie The OA donde interpretó a Roman Azarov, el padre de Nina.
En el 2018 se unió al elenco de la serie Six donde interpreta a Tamerlin Shishoni.

## Filmografía

### Series de televisión
| Año             | Título                    | Personaje                         | Notas                                                 |
| --------------- | ------------------------- | --------------------------------- | ----------------------------------------------------- |
| 2018 - presente | We Were Tomorrow          | Lloyd                             | -                                                     |
| 2018            | Six                       | Tamerlin Shishoni                 | 9 episodios                                           |
| 2017            | Fargo                     | Narcotaficante                    | episodio "The Law of Non-Contradiction"               |
| 2016            | The OA                    | Roman Azarov                      | 3 episodios                                           |
| 2015            | Daredevil                 | Vladimir Ranskahov                | 4 episodios                                           |
| 2013            | Camp                      | David Coleman                     | 10 episodios                                          |
| 2013            | Mr & Mrs Murder           | Trent Mahoney                     | episodio "A Flare for Murder"                         |
| 2009 - 2011     | Sea Patrol                | Leo "2 Dads" Kosov-Meyer          | 41 episodios                                          |
| 2008            | Power Rangers Jungle Fury | White Rhino Ranger Dominic Hargan | 14 episodios                                          |
| 2008            | Mark Loves Sharon         | Robbie Kane                       | episodio "Night of Nights"                            |
| 2008            | Canal Road                | Vladimir                          | episodio # 1.3                                        |
| 2005 - 2006     | Wicked Science            | Jack Bailey                       | 26 episodios                                          |
| 2005            | Scooter: Secret Agent     | Ed                                | episodio "Operation: Senior Citizen"                  |
| 2004            | Stingers                  | Stug                              | episodio "Break and Enter"                            |
| 1999 - 2004     | Blue Heelers              | Aiden Wiltshire/Stephen Chernov   | 2 episodios: "Off Your Face" & "Winning at All Costs" |
| 2003            | The Saddle Club           | Drew Regnery                      | 19 episodios                                          |
| 1998 - 2001     | Crash Zone                | Mike Hansen                       | 26 episodios                                          |
| 2000 - 2001     | Pigs Breakfast            | Sam                               | 3 episodios: "Nick", "Go for Broke" & "Meebarella"    |
| 2000            | Eugenie Sandler P.I.      | Bogdan                            | episodio # 1.12                                       |
| 2000            | Round the Twist           | Snorrison                         | 2 episodios                                           |
| 1999            | High Flyers               | Nick                              | -                                                     |

### Películas
| Año  | Título                         | Personaje        | Notas                                                                           |
| ---- | ------------------------------ | ---------------- | ------------------------------------------------------------------------------- |
| 2023 | The Last Voyage of the Demeter | Petrofsky        | Junto a Corey Hawkins, Aisling Franciosi, Liam Cunningham y David Dastmalchian. |
| 2018 | Mile 22                        | Alexander        |                                                                                 |
| 2010 | The Wedding Party              | Vlad             | junto a Josh Lawson, Isabel Lucas, Steve Bisley, Nadine Garner & Essie Davis    |
| 2010 | Deeper Than Yesterday          | Sasha            | -                                                                               |
| 2010 | The Pacific                    | Rear Echelon Man | miniserie - junto a Ashley Zukerman                                             |
| 2008 | Valentine's Day                | Jodie            | junto a Alex Dimitriades                                                        |
| 2006 | Penicillin: The Magic Bullet   | James Kent       | junto a Brett Climo                                                             |
| 2006 | Forged                         | Juda             | junto a John Jarratt & Michelle Langstone                                       |
| 2005 | Stealth                        | Piloto Ruso      | -                                                                               |
| 2003 | Subterano                      | Todd             | junto a Alex Dimitriades & Chris Haywood                                        |

### Apariciones en programas
| Año  | Título               | Notas                                                                                                 |
| ---- | -------------------- | --- |
| 2018 | Noches con Platanito | invitado - episodio "Barry Sloane/Edwin Hodge/Nikolai Nikolaeff/Kelly AuCoin/Carolina Guerra/Kanales" |